# Nomada femoralis
Nomada femoralis ist eine Biene aus der Familie der Apidae. 

## Merkmale
Die Bienen haben eine Körperlänge von 8 bis 10 Millimetern (Weibchen) bzw. 7 bis 9 Millimetern (Männchen). Der Kopf und Thorax ist bei den Weibchen schwarz und ist wenig rot gezeichnet. Die Tergite sind rot und teilweise schwarz gezeichnet. Das oben flache Labrum ist schwarz und glänzt basal schwarz. Sein Vorderrand ist zu einer Spitze aufgewölbt. Das dritte Fühlerglied ist etwas länger als das vierte. Das oben flache Schildchen (Scutellum) ist schwarz. Die Schienen (Tibien) der Hinterbeine haben am Ende mehrere unregelmäßig angeordnete, dicht beieinander stehende, dunkle kleine Dornen. Die Männchen sehen den Weibchen ähnlich, haben jedoch eine gelbe Zeichnung im Gesicht. Ihre Hinterschienen haben am Ende eine Reihe blasser, spitzer kleiner Dornen. Die Schenkel (Femora) der Vorderbeine sind breit dreieckig verbreitert und vorne ausgehöhlt. Auf den Hinterschenkeln haben sie unten basal eine Haarfranse.

## Vorkommen und Lebensweise
Die Art ist in Süd- und mancherorts auch in Mitteleuropa verbreitet. Die Tiere fliegen von Anfang April bis Anfang Juli. Die Art parasitiert Andrena humilis und vermutlich auch Andrena fulvago.

## Belege
Felix Amiet, M. Herrmann, A. Müller, R. Neumeyer: Fauna Helvetica 20: Apidae 5. Centre Suisse de Cartographie de la Faune, 2007, ISBN 978-2-88414-032-4.